# Мухаметлатыпов, Филор Усманович
Филор Усманович Мухаметлатыпов родился 13 апреля 1946 года в городе Уфе (СССР). Действительный член Российской Академии социальных наук (1994 г.), доктор социологических наук (1991 г.), профессор (1992 г.), член диссертационных советов по философским, экономическим и социологическим наукам при БашГУ (ныне Уфимский университет науки и технологий) и УГАТУ (ныне Уфимский университет науки и технологий) (1991 г. — настоящее время), эксперт, консультант Совета Федерации (1993—1994), Верховного совета РБ (1992—1996 гг.).

## Биография
Окончил Уральский государственный университет (1974 г.), аспирантуру — БашГУ (ныне Уфимский университет науки и технологий), (1982 г.), докторантуру — Институт социологии академии наук Республика Беларусь (1990 г.). 1970—1974 гг., научный сотрудник социологической лаборатории УГАТУ, 1974—1979 гг. начальник бюро социологии, экономики и психофизиологии труда НПО имени С. М. Кирова (г. Уфа), С 1979 г. по настоящее время БашГУ (ныне Уфимский университет науки и технологий) — профессор, заведующий кафедрой «Социология труда и экономика предпринимательства» БашГУ. Архивная копия от 13 мая 2017 на Wayback Machine Член Социологической ассоциации СССР, РФ, член Философского общества СССР и РФ. Основные области научных исследований — экономика и социология. Тема кандидатской диссертации — «Управление трудовой мобильностью на предприятии». Тема докторской диссертации — «Трудовая мобильность: методология исследования и реальные тенденции».

## Основные опубликованные научные монографии, учебники и учебные пособия
- Мухаметлатыпов Ф. У. Моральное стимулирование труда. Уфа: б. и. 1974;
- Мухаметлатыпов Ф. У. и др. Политическое сознание и самосознание личности. Уфа: БашГУ 1985;
- Мухаметлатыпов Ф. У.и др. Человеческий фактор в ускорении научно-технического прогресса. Уфа: БашГУ, 1987;
- Мухаметлатыпов Ф. У. Трудовая, мобильность: методология исследования, реальные тенденции и проблемы управления. Уфа: Башкнигоиздат, 1990;. Дата обращения: 4 октября 2014.
- Мухаметлатыпов Ф. У. Методология труда. Уфа, БашГУ 1992;
- Назарова У. А., Мухаметлатыпов Ф. У. Работодатель и наёмный работник: системное исследование. Научное издание. — Уфа: Башкирский государственный университет, 1997;
- Мухаметлатыпов Ф. У., Алексеев О. А. Социология труда: модульная система преподавания и изучения курса — Уфа: РИЦ БашГУ, 1998;
- Мухаметлатыпов Ф. У. и др./Под общ. ред. Х. А. Барлыбаева. Экономика Башкортостана: Учебник для вузов и ссузов — Уфа: РИЦ БашГУ, 1998; 2-е изд., 2003; 3-е изд., 2007;
- Мухаметлатыпов Ф. У., Амосова С. Формирование стратегии предприятия в условиях преодоления экономического кризиса. — Уфа: БашГУ, 2000;
- Мухаметлатыпов Ф. У. Политэкономия труда. Уфа: РИЦ БашГУ, 2001;
- Алексеев О. А., Мухаметлатыпов Ф.У Социоэкономическая модель труда и предпринимательства: Монография. — Уфа: РИО БашГУ, 2005. Дата обращения: 4 октября 2014.
- Ф. У. Мухаметлатыпов, У. Ф. Ибрагимов. Экономико-стоимостная модель труда: проблемы методологии и категориального анализа. Уфа: РИЦ БашГУ, 2006, одобрено УМО МОН РФ;. Дата обращения: 4 октября 2014.
- Мухаметлатыпов Ф. У., и др. Проблемы труда и капитала в современной экономике. Уфа: РИЦ БашГУ, 2007;
- Мухаметлатыпов Ф. У. и др. Экономические и социальные проблемы региональной экономики. Уфа: РИЦ БашГУ, 2010;. Дата обращения: 4 октября 2014.
- Мухаметлатыпов Ф. У. и Мухаметлатыпов Р. Ф. Труд и капитал: концептуальная модель, проблемы развития и управления; Уфа: УГАЭС, 2012;. Дата обращения: 4 октября 2014.
- Мухаметлатыпов Ф. У. и Алексеев О. А. Социоэкономика труда и предпринимательства. Интегративный подход. LAP LAMBERT Academic Publishing, 2012;
- Мухаметлатыпов Ф. У. и Мухаметлатыпов Р. Ф. Методология труда и капитала. Электронное издание учебного пособия для бакалавров и магистрантов. Уфа: БашГУ, 2012;
- Мухаметлатыпов Ф. У. и Мухаметлатыпов Р. Ф. Концептуальная модель труда. Электронное издание учебного пособия для бакалавров и магистрантов. Уфа: БашГУ, 2012;
- Мухаметлатыпов Ф. У. и Мухаметлатыпов Р. Ф. Экономика=Труд+капитал: проблемы кризиса и роста. Электронное издание учебного пособия для бакалавров и магистрантов. Уфа: БашГУ, 2012;

## Научные статьи
- Внимание: Человек! Ленинец, орган Башкирского обкома ВЛКСМ. Уфа, 1979;
- Некоторые вопросы повышения эффективности труда рабочих 2-й смены. В кн.: Социальные и социально-психологические элементы культуры производства. Уфа, 1981;
- Мухаметлатыпов Ф. У. Увольнение — это поражение, а нужна победа! (по поводу статьи И. Гамаюнова, 1983, № 49), Литературная газета, 9 мая, 1984;
- Мухаметлатыпов Ф. У. По поводу некоторых положений статьи Т. И. Заславской «Человеческий фактор развития экономики и социальная справедливость». Ж. «Коммунист», 1986, № 17;
- Мухаметлатыпов Ф. У. Думы о Президенте. (Итоги социологического опроса в г. Уфе). Ленинец, 1991, 26 октября;
- Мухаметлатыпов Ф. У. Так жить нельзя. (По итогам опроса населения). Ленинец, 1991, 5 ноября;
- Мухаметлатыпов Ф. У. …Прошлое нас держит (об истории межнациональных отношений). Волга-Урал, 1991, № 14;
- Мухаметлатыпов Ф. У. Будущее нас тревожит… (о проблемах межнациональных отношений) Волга-Урал, 1991, № 15;
- Мухаметлатыпов Ф. У. и другие. Основные направления стабилизации социально-экономической ситуации в РБ. Известия Башкортостана, 1994, № 177—180, 187, 188;
- Mukhametlatypov F, Shomko O. Cost and Creativity. All News in One ygyg.net/77964;
- Dr.Philor U. Mukhametlatypov. Russia: The Perpetual Stuggle Between Barbariarism and Civilization. October 29, 1996 — FHU (USA);
- Мухаметлатыпов Ф. У. Мотивационная модель труда. Гранты по фундаментальным экономическим исследованиям РФ в 1994—1996 г. СПб, 1997;
- Мухаметлатыпов Ф. У. Уровень жизни населения РБ в условиях рыночной экономики//Социология. М.: Изд-во МГУ, № 4-5, 2008;
- Мухаметлатыпов Ф. У. Социальная ответственность: социально-философский аспект//Вопросы экономических наук. М.: Изд-во МГУ, № 4-5, 2008;
- Мухаметлатыпов Ф. У. и Мухаметлатыпов Р. Ф. и другие. Инновационная роль творческого наследия К. Маркса. Уфа, РИЦ БашГУ, 2010;
- Мухаметлатыпов Ф. У. и другие. Двойственность предпринимательства: противоречивость экономической функции и условия социально-ответственного выбора. Казанская наука № 1, 2012; Мухаметлатыпов Ф. У. и Мухаметлатыпов Р. Ф.
- Симбионергетика труда и капитала в регионе: концептуальный аспект решения проблемы. Вестник ВЭГУ № 2, 2012;

## Внедрение научных результатов
Научная разработка моделей действий органов власти в условиях гео-, био-, социогенных катастроф (разработанные предложения были направлены в Министерство обороны СССР в 1983—1984 гг. и в Совет Федерации РФ в 1993—1994 гг. Мухаметлатыпов Ф. У., является автором исследований проблем труда, производства, паспортизации рабочих мест (включая проблемы социальной гигиены, техники безопасности, охраны труда и соответствия работников требованиям рабочих мест) на различных предприятиях СССР, Российской Федерации и Башкортостана; в том числе: НГДУ «Краснохолмскнефть», «Чекмагушнефть», «Синтезспирт», все нефтеперерабатывающие заводы г. Уфы; машиностроительные предприятия (БелЗАН, «Красный пролетарий», ОАО «УМПО», «НПО им. С. М. Кирова». предприятия министерства промышленности средств связи в городах Дербент, Дилижан, Львов, Москва, Пермь, Рига, Томск; заводы местной промышленности РБ (Сортопрокатный, Уфимский ремонтно-механический, Лакокрасочный, Чертёжных приборов, Металлист); аграрные предприятия Иглинского и Дюртюлинского районов Башкортостана, «Башкирхлебоптицепром», совхоз «Алексеевский». Полученные научные результаты опубликованы в центральной и местной печати, включая 19 научных монографий, учебников и учебных пособий, на их основе защищены 3 докторских и 15 кандидатских диссертаций по экономическим и социологическим наукам, получены 7 грантов по РФ и РБ. Мухаметлатыпов Ф. У. является автором создания и методологии исследования концептуальной модели экономико-стоимостной теории труда как необходимого условия эволюционного разрешения противоречий между трудом и капиталом.

## Награды
Награждён медалью «50 лет Вооружённых сил СССР» (1968). Обладатель гранта № 43 Госкомитета РФ по высшему образованию по фундаментальным исследованиям в области экономики (1995—1996 гг.). Победитель общероссийского конкурса грантов «Университеты России», «Народы России», I место в конкурсе грантов по изданию электронных учебников и электронных пособий. Награждён Почётной грамотой Министерства общего и профессионального образования РФ (1997), награждён нагрудным знаком «Почётный работник высшего профессионального образования РФ» (2000).